# Асл Ойна
Асл Ойна (Asl Oyna) — один из крупнейших в Узбекистане стеклотарных заводов, расположен на территории города Ташкента. Численность персонала — около 600 человек. Основная продукция — стеклотара для тихих и игристых вин, коньяка и пива, прохладительных и газированных напитков, ёмкостью от 275 мл до 1000 мл, проектная мощность предприятия составляет около 200 млн единиц стеклотары в год.

## История
В 2008 году компания «Мехнат» инвестировала в строительство завода 6 млрд сумов, завод был введён в эксплуатацию в октябре 2009 года. Было закуплено и смонтировано оборудование от немецкой компании Heye. C марта 2014 года завод начал производство облегченной бутылки по технологии NNPB, которая позволяет снижать вес бутылки в среднем на 20-25 %. Внедрение технологии стало возможным благодаря тесному сотрудничеству с ведущим мировым производителем стекольного оборудования — компанией «Heye International»

## Производство и сбыт
На заводе установлена единственная в Средней Азии стекловаренная печь с рекуператором игольчатого типа, которая обладает более высоким коэффициентом полезного действия, на предприятие действует цех по ремонту форм для изготовления бутылок.
Изначально планировалось производить исключительно тару бесцветного цвета, однако возросший спрос со стороны обусловил производство стеклотары коричневого и зелёного цвета. Среди клиентов завода выделяются каргандинский пивоваренный завод корпорации Anadolu Efes, узбекский завод по производству пива марки Carlsberg, агрофирма «Мехнат», предприятие по разливу шампанских вин «Узбекистон Шампани». В общем объёме сбыта большую[уточнить] долю занимает экспорт в соседние страны (Казахстан, Кыргызстан, Туркменистан, Таджикистан).

## Финансы
В декабре 2010 года компания увеличила свой уставный капитал до 1,343 млрд сумов.

## Конкуренция
Среди других узбекских производителей стеклотары отмечаются компании «Фарм Гласс» и «Кварц». По оценкам специалистов потребность Республики Узбекистан в стеклотаре, при одноразовом её использовании составляет республики сегодня составляет 650 млн единиц